# Эдриан, Айрис
Айрис Эдриан (англ. Iris Adrian), полное имя Айрис Эдриан Хостеттер (англ. Iris Adrian Hostetter) (29 мая 1912 года — 17 сентября 1994 года) — американская актриса театра, кино и телевидения, а также танцовщица.
За свою карьеру, охватившую период с 1920-х до 1980 года, Эдриан сыграла более чем в 120 фильмах, среди них комедии «Наши отношения» (1936) «Дорога на Занзибар» (1941), криминальная мелодрама «Рокси Харт» (1942), детективная комедия «Пожми руку убийству» (1944), музыкальная комедия «Клуб „Аист“» (1945), комедийный вестерн «Бледнолицый» (1948), криминальная комедия «Небесный дракон» (1949), фильмы нуар «Украв однажды» (1950) и «Выследить человека» (1950), комедии «Посыльный» (1960) и «Эта дикая кошка» (1965).

## Ранние годы и начало карьеры
Айрис Эдриан Хостеттер родилась 29 мая 1912 (по некоторым данным — 1913) года в Лос-Анджелесев семье Флоренс и Эдриана Эрла Хостеттеров. После смерти отца от эпидемии гриппа после Первой мировой войны мать воспитывала её одна.
Айрис занималась у известного голливудского постановщика танцев Эрнеста Белчера. В 13 лет Айрис выиграла конкурс красоты «красивая спина», а в 1929 году в возрасте 16 лет завоевала титул «Мисс Лейк Эрроухэд». Взяв в качестве фамилии первое имя своего отца, она ушла из школы, чтобы выступать в кордебалете голливудского ревю, затем выросла до исполнительницы сольного номера в гастролирующей труппе популярного музыканта Фреда Вэринга.
В конце 1930 года Эдриан начала работу в качестве танцовщицы в популярной труппе «Безумства Зигфелда», сыграв в таких бродвейских музыкальных ревю, как «Нью-йоркцы» (1930—1931), «Безумства Зигфелда 1931 года» (1931) и «Горячий шоколад» (1932). Затем она отправилась в Европу, где танцевала в Лондоне и Париже, вернувшись в Нью-Йорк, где ей представилась возможность танцевать с тогдашним голливудским фаворитом Джорджем Рафтом. В последний раз Эдриан появилась на бродвейской сцене в 1938 году, когда в постановке пьесы Джорджа С. Кауфмана и Мосса Харта «Великолепный инвалид» (1938) «подняла тонус уставших бизнесменов в зале, исполнив стриптиз в то время, когда стандартные театры бурлеска были в Нью-Йорке под запретом».

## Кинокарьера
Эдриан начала сниматься в кино в 1928 году в немых комедийных короткометражках для студий Metro-Goldwyn-Mayer и Vanity Comedies, таких как «Преследующие мужья» (1928) а в 1930 году появилась в небольших ролях в полнометражных звуковых фильмах студий MGM и Paramount, таких как «Парамаунт на параде» (1930). После этого в её кинокарьере наступил перерыв, связанный с её театральной работой, однако руководители студии запомнили её образ «крутой девчонки,… сексуальный вид и кусачие остроты».
В итоге в 1934 году студия Paramount Pictures заключила с Эдриан актёрский контракт, что позволило ей вернуться в родной Голливуд, где стала разрабатывать «свой фирменный саркастический образ». Как отмечает Хэл Эриксон, в Голливуд она вернулась с подачи Джорджа Рафта, с которым танцевала на гастролях. Её первой картиной стала танцевальная мелодрама «Румба» (1935) с Рафтом и Кэрол Ломбард, где она сразу получила роль актрисы бродвейского шоу. В том же году она сыграла в криминальном мюзикле «Украденная гармония» (1935), снова с Рафтом, в комедии «Наши отношения» (1936) с участием Лорела и Харди, где у неё была наиболее существенная роль этого периода, популярном мюзикле «Золотоискатели 1937 года» (1936), криминальной драме «Чёрный ход на небеса» (1939) и комедии с братьями Маркс «Путь на Запад» (1940).
В 1941 году Эдриан исполнила роль французской субретки во втором из серии комедийных фильмов-путешествий Боба Хоупа и Бинга Кросби «Дорога на Занзибар» (1941). В том же году она сыграла в мюзикле «Слишком много блондинок» (1941) и комедийном триллере «Остров ужаса» (1941). Одну из лучших своих ролей в этот период Эдриан исполнила в сатирической криминальной драме «Рокси Харт» (1942) с Джинджер Роджерс в главной роли, которая поставлена по мотивам мюзикла «Чикаго». Как отметил киновед Хэл Эриксон, «лучшие моменты этого фильма принадлежат Эдриан, которая выдаёт залихватскую игру в роли сидящей в тюрьме убийцы-подражательницы Бонни Паркер, ревнующей Рокси, так как о ней пишут все газеты».
Год спустя Эдриан сыграла свою самую известную роль королевы бурлеска в музыкальной детективной комедии «Леди бурлеска» (1943) с Барбарой Стэнвик в главной роли, у неё также была значимая роль в музыкальной комедии «Музыкальная шкатулка Дженни» (1943) и небольшая роль в популярной музыкальной комедии «Сестра его дворецкого» (1943). Заметными картинами с её участием в следующие два года стали фильм нуар Фритца Ланга «Женщина в окне» (1944) с Эдвардом Г. Робинсоном в главной роли и музыкальная комедия с Бетти Хаттон «Клуб „Аист“» (1945). Как отмечает Гиффорд, к этому времени сложился определённый экранный образ Эдриан как дешёвой девицы, часто актрисы, которая «мало что давала мужчине, получая от него столько же». Как написал Хэл Эриксон, «это привело к десяткам ролей второго плана, где стандартным образом Эдриан была наглая дамочка, охотница за богатством, которая изъяснялась только с помощью крика».
Редкую для себя главную роль актриса сыграла в комедийном детективе «Пожми руку убийству» (1944), который произвела кинокомпания «бедного ряда» Public Releasing Corporation. В этой картине Эдриан выступила в роли владелицы фирмы, которая организует выход арестованных под залог. Вместе с подозреваемым сотрудником банка она находит настоящего убийцу его босса, директора банка. Во второй половине 1940-х годов наиболее ощутимые роли Эдриан сыграла в комедиях «Бледнолицый» (1948) с Бобом Хоупом и «Всегда оставляй их смеющимися» (1949) с Милтоном Берлом, а также в мюзикле «Солдат Джейн» (1951), где она сыграла вторую главную роль лейтенанта женского военного корпуса.
В этот период Эдриан сыграла также небольшие роли в нескольких фильмах нуар, среди них «Козёл отпущения» (1947), где она была хозяйкой вечеринки, «Фламинго-роуд» (1949), где она сыграла заключённую в тюрьме, и «Женщина на пирсе 13» (1949), где она была официанткой в клубе. В начале 1950-х годов она продолжила сниматься в нуарах, сыграв значимую роль профессиональной магазинной воровки в фильме «Украв однажды» (1950). Как отметил киновед Хэл Эриксон, «хотя фильм содержит не так много неожиданного, однако он может похвастаться впечатляющим подбором актёров второго плана, включая Айрис Эдриан». В том же году вышел нуар «Выследить человека» (1950), где Эдриан сыграла небольшую роль подружки одного из подозреваемых в убийстве. Как отметил историк кино Деннис Шварц, в небольших ролях в этом фильме занято несколько «колоритных характерных актёров, среди них Айрис Эдриан, у которой сложилась достойная карьера в фильмах категории В». Вскоре она сыграла красотку из бара в фильме нуар «Шарф» (1951), подружку одного из бандитов — в фильме «Волна преступности» (1954), а также девушку в баре — в картине «Облава на шоссе» (1954).
В начале 1960-х годов самой значительной работой Эдриан была комедия «Посыльный» (1961) с Джерри Льюисом, где она сыграла гламурную кинозвезду Анастасию Анастасию, празднование дня рождения которой на съёмочной площадке было испорчено проделками Льюиса. Начиная со второй половины 1960-х годов Эдриан стала активно сотрудничать со студией Уолта Диснея, играя, как правило, «нахальных, громогласных пожилых леди». Среди этих ролей — домовладелица в фильме «Эта дикая кошка» (1965), официантка в автокафе — в фильме «Фольксваген-жук» (1968), а также роли в фильмах «Странная парочка» (1968), «Озорная шайка» (1975) и «Герби сходит с ума» (1980).

## Карьера на телевидении
Как отмечено в «Нью-Йорк Таймс», когда в 1950-е годы Эдриан стала получать меньше ролей в кино, она начала работать на телевидении, дебютировав в 1950 году в комедийном телефильме «Злоключения Бастера Китона» (1950).
Среди наиболее значимых работ Эдриан на малом экране игра в 12 эпизодах «Программы Джека Бенни» (1952—1964, разные роли), который был любимым комиком актрисы. Как отметил Фолкарт, «с 1953 по 1964 год она сыграла разные роли в десяти эпизодах „Шоу Джека Бенни“, с которым ездила также в гастрольные туры».
В 1978 году она превосходно играла регулярную роль саркастической секретарши нью-йоркской службы эскорта в 4 эпизодах «Шоу Теда Найта». Кроме того, Эдриан многократно была приглашённой звездой в таких популярных телесериалах, как «Альфред Хичкок представляет» (1956), «Опознание» (1956), «Шугарфут» (1957), «Напряги извилины» (1965) «Зелёные просторы» (1965), «Станция Юбочкино» (1965), «Деревенщина из Беверли» (1965), «Шоу Люси» (1967) и «Лодка любви» (1978).

## Актёрское амплуа и оценка творчества
Как написал критик газеты The Independent Денис Гилфорд, «Айрис Эдриан запомнят как нестареющую наглую блондинку, которая чавкала жвачкой и острила более чем в 150 голливудских фильмах — большинство из них категории В, которые делались для заполнения сдвоенных киносеансов в период Золотой эпохи Голливуда 1930—1940-х годов». В некрологе «Нью-Йорк Таймс» было отмечено, что «Эдриан играла нахальных и бесцеремонных блондинок во множестве фильмов 1930—1940-х годов. Многие роли Эдриан были вариациями одного и того же образа — жующей жвачку, остроумной блондинки, которая представала как официантка, гуляка в ночном клубе или подружка гангстера». По словам Берта А. Фолкарта из «Лос-Анджелес Таймс», «Эдриан запомнилась как остроумная, лопающая жвачку подружка гангстера или комическая героиня, которая в десятках фильмов играла, как она сама говорила, „крутых девах, которые однако никогда не были злыми“».
Как отметил историк кино Роджер Гордон, «с такими прозвищами, как Шугар, Пеппер, Пёрл, Санни, Голди и Бабблз в некоторых из своих 160 фильмов, не ожидайте, что Эдриан играла Жанну д’Арк или Электру, но во всех этих прозвищах нашли отражение её покоряющая женственность, её свежесть, её энергичность и её сияние, а также быстрый и острый ум». По словам Гордона, её партнёрами были такие знаменитые голливудские комики, как Лорел и Харди, братья Маркс, Джерри Льюис, Эбботт и Костелло.

## Личная жизнь
Айрис Эдриан была замужем четыре раза. В первый раз она вышла замуж в 1935 году за Чарльза Генри Овера-младшего, однако брак продлился недолго, закончившись разводом менее чем год спустя. Её вторым мужем был Джордж Джейкоби, брак с ним продлился с 1943 по 1945 год и также закончился разводом. В третий раз Эдриан вышла замуж за Дэниела Дж. Шунмейкера в сентябре 1949 года, и развелась с ним два месяца спустя в ноябре 1949 года. В 1950 году она вышла замуж за популярного футболиста Рэя (Фидо) Мёрфи, с которым прожила почти 30 лет вплоть до его смерти в 1983 году.
Как пишет Гиффорд, когда молодость стала уходить, Эдриан стала разумно использовать свои деньги. Вложив их в недвижимость, она стала владелицей и управляющей многоквартирных домов в Лос-Анджелесе. Она была обеспечена благодаря умным инвестициям в недвижимость, которые она делала на протяжении многих лет.
В последние годы жизни она охотно давала интервью, в одном из которых сказала: «Я никогда не встречалась с актёрами. В основном они бездельники, которым повезло по части внешности. Встречаться с ними бесполезно. Это всё равно, что встречаться с другой дамой». Однажды она заметила, что землетрясения в Калифорнии вызывают у неё беспокойство. «Одна хорошая встряска, и леди вылетит из дела», — сказала она.

## Смерть
17 января 1994 года в результате землетрясения в Нортридже она упала и сломала бедро. От этой травмы она так и не оправилась. Она умерла от осложнений, вызванных травмой, в своём голливудском доме 17 сентября 1994 года в возрасте 81 года. Детей у неё не было, прямых родственников не осталось.

## Фильмография
| Год       |     | Русское название                         | Оригинальное название                  | Роль                                                               |
| --------- | --- | ---------------------------------------- | -------------------------------------- | ------------------------------------------------------------------ |
| 1928      | кор | Преследуя мужей                          | Chasing Husbands                       |                                                                    |
| 1929      | кор | Вихри и девушки                          | Whirls and Girls                       | четвёртая девушка                                                  |
| 1930      | кор | Козёл первокурсника                      | The Freshman's Goat                    |                                                                    |
| 1930      | кор | Милашки из колледжа                      | College Cuties                         | Айрис                                                              |
| 1930      | ф   | Король-бродяга                           | The Vagabond King                      |                                                                    |
| 1930      | ф   | Бродвейский Лорд Байрон                  | Lord Byron of Broadway                 | леди в публике (в титрах не указана)                               |
| 1930      | ф   | Paramount на параде                      | Paramount on Parade                    | хористка (в титрах не указана)                                     |
| 1930      | ф   | Давай станем местными                    | Let's Go Native                        | хористка (в титрах не указана)                                     |
| 1930      | ф   | Полночные папы                           | Midnight Daddies                       | натурщица (в титрах не указана)                                    |
| 1935      | ф   | Румба                                    | Rumba                                  | Голди Аллен                                                        |
| 1935      | ф   | Украденная гармония                      | Stolen Harmony                         | Сани Верн                                                          |
| 1935      | ф   | Веселый обман                            | The Gay Deception                      | жена Геттела (в титрах не указана)                                 |
| 1935      | ф   | Главный выход                            | Grand Exit                             | Диана, первая секретарша (в титрах не указана)                     |
| 1936      | ф   | Убийство в Глен-Атол                     | Murder at Glen Athol                   | Мюриел Рэндел                                                      |
| 1936      | ф   | Дама счастья                             | Lady Luck                              | Рита                                                               |
| 1936      | ф   | Наши отношения                           | Our Relations                          | Элис                                                               |
| 1936      | ф   | Мистер Синдерелла                        | Mister Cinderella                      | Лил, подруга Мейзи                                                 |
| 1936      | ф   | Одним дождливым днём                     | One Rainy Afternoon                    | кассирша (в титрах не указана)                                     |
| 1936      | ф   | Увлечённый театром                       | Stage Struck                           | мисс Ляру (в титрах не указана)                                    |
| 1936      | ф   | Золотоискатели 1937-го года              | Gold Diggers of 1937                   | Верна (в титрах не указана)                                        |
| 1939      | ф   | Треть нации                              | One Third of a Nation                  | Миртл                                                              |
| 1939      | ф   | Задняя дверь в рай                       | Back Door to Heaven                    | Шугар, танцовщица бурлеска (в титрах не указана)                   |
| 1940      | ф   | Знакомьтесь: Дикий кот                   | Meet the Wildcat                       | блондинка в тюремной камере                                        |
| 1940      | ф   | На Запад                                 | Go West                                | Мэри Лу (в титрах не указана)                                      |
| 1941      | ф   | Остров ужасов                            | Horror Island                          | Арлин Грейди                                                       |
| 1941      | ф   | Дорога на Занзибар                       | Road to Zanzibar                       | французская субретка                                               |
| 1941      | ф   | Слишком много блондинок                  | Too Many Blondes                       | Хортенс Кент                                                       |
| 1941      | ф   | Зов диких гусей                          | Wild Geese Calling                     | Мэйзи                                                              |
| 1941      | ф   | Спой другой припев                       | Sing Another Chorus                    | Франсин Ля Верн                                                    |
| 1941      | ф   | Жёсткий парень                           | Hard Guy                               | Голди Дюваль                                                       |
| 1941      | ф   | Город Нью-Йорк                           | New York Town                          | Тутс О’Дэй (в титрах не указана)                                   |
| 1941      | ф   | Свингуй, солдат                          | Swing It Soldier                       | Дина Маквелтон                                                     |
| 1941      | ф   | Я убил человека                          | I Killed That Man                      | Верн Дрейк                                                         |
| 1941      | ф   | Знакомьтесь с Чампом                     | Meet the Chump                         | оператор пульта (в титрах не указана)                              |
| 1941      | ф   | Леди из Шайенна                          | The Lady from Cheyenne                 | девушка из хора (в титрах не указана)                              |
| 1942      | ф   | Рокси Харт                               | Roxie Hart                             | Герти «Два пистолета» Бакстер                                      |
| 1942      | ф   | Кольца на её пальцах                     | Rings on Her Fingers                   | Пегги                                                              |
| 1942      | ф   | Музыкальный автомат Дженни               | Juke Box Jenny                         | Джинкс Кори                                                        |
| 1942      | ф   | Бродвей                                  | Broadway                               | Мэйзи                                                              |
| 1942      | ф   | Автотрассы ночью                         | Highways by Night                      | хористка-блондинка                                                 |
| 1942      | ф   | К берегам Триполи                        | To the Shores of Tripoli               | девушка Окея (в титрах не указана)                                 |
| 1942      | ф   | Пальцы на окне                           | Fingers at the Window                  | Бейб Стэнтон (в титрах не указана)                                 |
| 1942      | ф   | Маскарад лунного света                   | Moonlight Masquerade                   | участница конкурса (в титрах не указана)                           |
| 1942      | ф   | Жены оркестрантов                        | Orchestra Wives                        | остроумная блондинка на автобусной остановке (в титрах не указана) |
| 1943      | ф   | Кутузка                                  | Calaboose                              | Ма                                                                 |
| 1943      | ф   | Женский день                             | Ladies' Day                            | Кити Макклоуэн                                                     |
| 1943      | ф   | Такси, мистер                            | Taxi, Mister                           | официантка в кафе                                                  |
| 1943      | ф   | Леди из бурлеска                         | Lady of Burlesque                      | Джи Джи Грэм                                                       |
| 1943      | ф   | Это принадлежит ей                       | Hers to Hold                           | Арлин                                                              |
| 1943      | ф   | База подводных лодок                     | Submarine Base                         | Дороти                                                             |
| 1943      | ф   | Скандалы в свете юпитеров                | Spotlight Scandals                     | Бернис                                                             |
| 1943      | ф   | Сестра его дворецкого                    | His Butler's Sister                    | Солнечный близнец                                                  |
| 1943      | ф   | Хрустальный шар                          | The Crystal Ball                       | миссис Анджела Мартин (в титрах не указана)                        |
| 1943      | ф   | Он мой парень                            | He's My Guy                            | девушка из хора (в титрах не указана)                              |
| 1943      | ф   | Боевые действия в Северной Атлантике     | Action in the North Atlantic           | Дженни О’Хара (в титрах не указана)                                |
| 1944      | ф   | Карьерная девушка                        | Career Girl                            | Гленда Бентон                                                      |
| 1944      | ф   | Ребёнок на миллион долларов              | Million Dollar Kid                     | Мэйзи Данбар                                                       |
| 1944      | ф   | Пожать руку убийству                     | Shake Hands with Murder                | Пэтси Брент                                                        |
| 1944      | ф   | Хозяйка свинга                           | Swing Hostess                          | Мардж О’Дэй                                                        |
| 1944      | ф   | Я из Арканзаса                           | I'm from Arkansas                      | Дорис                                                              |
| 1944      | ф   | Синяя борода                             | Bluebeard                              | Мими Роберт                                                        |
| 1944      | ф   | Аляска                                   | Alaska                                 | Китти                                                              |
| 1944      | ф   | Поющий шериф                             | The Singing Sheriff                    | Лефти                                                              |
| 1944      | ф   | Жили-были                                | Once Upon a Time                       | театралка (в титрах не указана)                                    |
| 1944      | ф   | Женщина в окне                           | The Woman in the Window                | прохожая (в титрах не указана)                                     |
| 1945      | ф   | Это приятно                              | It's a Pleasure                        | Вилма                                                              |
| 1945      | ф   | Свидание Бостонского Блэки               | Boston Blackie's Rendezvous            | Марта                                                              |
| 1945      | ф   | Вхождение в общество                     | Steppin' in Society                    | Ширли                                                              |
| 1945      | ф   | Дорога в Алькатрас                       | Road to Alcatraz                       | Луиз Роджерс                                                       |
| 1945      | ф   | Клуб «Аист»                              | The Stork Club                         | Гвен                                                               |
| 1946      | ф   | Бамбуковая блондинка                     | The Bamboo Blonde                      | Монтана Джонс                                                      |
| 1946      | ф   | Отпуск в Рино                            | Vacation in Reno                       | Бани Уэллс                                                         |
| 1946      | ф   | Клянусь                                  | Cross My Heart                         | мисс Бэггарт                                                       |
| 1947      | ф   | Козёл отпущения                          | Fall Guy                               | миссис Эд Синделл                                                  |
| 1947      | ф   | Фило Вэнс возвращается                   | Philo Vance Returns                    | Мэгги Маккарти Блендон, она же Чу-чу Дивайн                        |
| 1947      | ф   | Проблемы с женщинами                     | The Trouble with Women                 | Рита Ла Мэй                                                        |
| 1947      | ф   | Люби и учись                             | Love and Learn                         | ведущая (в титрах не указана)                                      |
| 1948      | ф   | Из шторма                                | Out of the Storm                       | Джинджер                                                           |
| 1948      | ф   | Бледнолицый                              | The Paleface                           | Пеппер                                                             |
| 1948      | ф   | Умная женщина                            | Smart Woman                            | газетная обозревательница                                          |
| 1949      | ф   | Мисс Норка 1949                          | Miss Mink of 1949                      | миссис Маккелви                                                    |
| 1949      | ф   | Небесный дракон                          | The Sky Dragon                         | Ванда Ла Ферн                                                      |
| 1949      | ф   | Милый обман                              | The Lovable Cheat                      | мадам Меркадет                                                     |
| 1949      | ф   | Дорога на Юкон                           | Trail of the Yukon                     | Пола                                                               |
| 1949      | ф   | Жёсткое задание                          | Tough Assignment                       | Глория                                                             |
| 1949      | ф   | Всегда оставляй их смеющимися            | Always Leave Them Laughing             | -                                                                  |
| 1949      | ф   | Девушка в моём сердце                    | There's a Girl in My Heart             | Лулу Трой                                                          |
| 1949      | ф   | Моя мечта твоя                           | My Dream Is Yours                      | Пегги (в титрах не указана)                                        |
| 1949      | ф   | Путь фламинго                            | Flamingo Road                          | Бланш, заключённая в женской тюрьме (в титрах не указана)          |
| 1949      | ф   | Могучий Джо Янг                          | Mighty Joe Young                       | Глория (в титрах не указана)                                       |
| 1949      | ф   | Женщина на пирсе 13                      | The Woman on Pier 13                   | официантка в клубе (в титрах не указана)                           |
| 1949      | ф   | Захват                                   | Bodyhold                               | Эгги (в титрах не указана)                                         |
| 1949      | ф   | Два рыцаря из Бруклина                   | Two Knights from Brooklyn              | официантка в кафе (в титрах не указана)                            |
| 1950      | ф   | Герой Блонди                             | Blondie's Hero                         | Мэй                                                                |
| 1950      | ф   | Джо Палука в Хамфри идёт на риск         | Joe Palooka in Humphrey Takes a Chance | мисс Таттл                                                         |
| 1950      | ф   | Интермедия                               | Sideshow                               | Нелли                                                              |
| 1950      | ф   | Похищенный                               | Hi-Jacked                              | Эгги                                                               |
| 1950      | ф   | Украв однажды                            | Once a Thief                           | Перл                                                               |
| 1950      | кор | Фой знакомится с девушкой                | Foy Meets Girl                         |                                                                    |
| 1950      | ф   | Выследить человека                       | Hunt the Man Down                      | Мэри (в титрах не указана)                                         |
| 1950      | тф  | Злоключения Бастера Китона               | The Misadventures of Buster Keaton     | Имоджен Ляру (в титрах не указана)                                 |
| 1951      | ф   | Останови этот кэб                        | Stop That Cab                          | Люси                                                               |
| 1951      | ф   | Шарф                                     | The Scarf                              | красотка в баре (в титрах не указана)                              |
| 1951      | ф   | Солдат Джейн                             | G.I. Jane                              | лейтенант Эдриан                                                   |
| 1951      | ф   | Смотр варьете                            | Varieties on Parade                    | Айрис                                                              |
| 1951      | ф   | Мой любимый шпион                        | My Favorite Spy                        | Лола                                                               |
| 1952      | кор | Нервное возбуждение                      | Heebie Gee-Gees                        | жена Уолли                                                         |
| 1952      | ф   | Карсон-Сити                              | Carson City                            | девушка в салуне во время драки (в титрах не указана)              |
| 1952      | ф   | Золото Юкона                             | Yukon Gold                             | певица в салуне (в титрах не указана)                              |
| 1952      | с   | Отряд по борьбе с рэкетом                | Racket Squad                           | (1 эпизод)                                                         |
| 1952      | с   | Шоу Эбботта и Костелло                   | The Abbott and Costello Show           | (2 эпизода)                                                        |
| 1953      | ф   | Волна преступности                       | Crime Wave                             | подружка Гастингса (в титрах не указана)                           |
| 1953      | с   | Летний театр                             | Summer Theatre                         | (1 эпизод)                                                         |
| 1953—1964 | с   | Программа Джека Бенни                    | The Jack Benny Program                 | разные роли (10 эпизодов)                                          |
| 1954      | ф   | Облава на шоссе                          | Highway Dragnet                        | Сэлли                                                              |
| 1954      | кор | Так ты хочешь узнать своих родственников | So You Want to Know Your Relatives     | Бабблз Ла Вонн (в титрах не указана)                               |
| 1955      | ф   | Быстрые и яростные                       | The Fast and the Furious               | Вилма Белдинг, официантка                                          |
| 1955      | с   | Таков Голливуд                           | So This Is Hollywood                   | (1 эпизод)                                                         |
| 1956      | с   | Альфред Хичкок представляет              | Alfred Hitchcock Presents              | (1 эпизод)                                                         |
| 1956      | с   | Опознание                                | The Lineup                             | (1 эпизод)                                                         |
| 1957      | ф   | Карнавальный рок                         | Carnival Rock                          | Силия                                                              |
| 1957      | ф   | История Хелен Морган                     | The Helen Morgan Story                 | Луиз Дженсен, секретарша (в титрах не указана)                     |
| 1957      | с   | Шугарфут                                 | Sugarfoot                              | (1 эпизод)                                                         |
| 1958      | ф   | Флибустьер                               | The Buccaneer                          | хмурая девушка капитана Брауна                                     |
| 1958      | с   | Приключения Дикого Билла Хикока          | Adventures of Wild Bill Hickok         | (1 эпизод)                                                         |
| 1961      | ф   | Голубые Гавайи                           | Blue Hawaii                            | Энид Гарви                                                         |
| 1961      | ф   | Посыльный                                | The Errand Boy                         | Анастасия Анастасия, актриса                                       |
| 1961      | с   | Детективы                                | The Detectives                         | (1 эпизод)                                                         |
| 1962      | с   | Гавайский детектив                       | Hawaiian Eye                           | (1 эпизод)                                                         |
| 1963      | с   | Идти своим путём                         | Going My Way                           | (1 эпизод)                                                         |
| 1964      | ф   | Судьба-охотник                           | Fate Is the Hunter                     | женщина (в титрах не указана)                                      |
| 1964      | с   | Арест и судебное разбирательство         | Arrest and Trial                       | (1 эпизод)                                                         |
| 1964      | с   | Семейка монстров                         | The Munsters                           | (1 эпизод)                                                         |
| 1965      | ф   | Эта дикая кошка                          | That Darn Cat!                         | домохозяйка                                                        |
| 1965      | с   | Станция Юбочкино                         | Petticoat Junction                     | (1 эпизод)                                                         |
| 1965      | с   | Зеленые просторы                         | Green Acres                            | (1 эпизод)                                                         |
| 1965      | с   | Напряги извилины                         | Get Smart                              | (1 эпизод)                                                         |
| 1965—1966 | с   | Деревенщина из Беверли-Хиллс             | The Beverly Hillbillies                | (2 эпизода)                                                        |
| 1966      | тф  | Алиса в Зазеркалье                       | Alice Through the Looking Glass        | Тигровая Лилия                                                     |
| 1967      | ф   | Странная парочка                         | The Odd Couple                         | официантка                                                         |
| 1967      | с   | Шоу Люси                                 | The Lucy Show                          | (1 эпизод)                                                         |
| 1968      | ф   | Фольксваген-жук                          | The Love Bug                           | официантка                                                         |
| 1970—1971 | с   | Шоу Дорис Дэй                            | The Doris Day Show                     | (2 эпизода)                                                        |
| 1971      | ф   | Босой руководитель                       | The Barefoot Executive                 | покупательница                                                     |
| 1971      | ф   | Скандальный Джон                         | Scandalous John                        | Мэвис                                                              |
| 1971      | с   | Адам 12                                  | Adam-12                                | (1 эпизод)                                                         |
| 1975      | ф   | Озорная шайка                            | The Apple Dumpling Gang                | Полли Покер                                                        |
| 1975      | с   | Филлис                                   | Phyllis                                | (1 эпизод)                                                         |
| 1976      | ф   | Пасхальные каникулы                      | No Deposit, No Return                  | домохозяйка                                                        |
| 1976      | ф   | Лохматый прокурор                        | The Shaggy D.A.                        | управляющая                                                        |
| 1976      | ф   | Чумовая пятница                          | Freaky Friday                          | пассажирка автобуса                                                |
| 1976      | ф   | Гас                                      | Gus                                    | жена поклонника                                                    |
| 1978      | тф  | Вступая в брак                           | Getting Married                        | соседка                                                            |
| 1978      | с   | Шоу Теда Найта                           | The Ted Knight Show                    | Дотти (6 эпизодов)                                                 |
| 1978—1986 | с   | Лодка любви                              | The Love Boat                          | 2 эпизода                                                          |
| 1979      | с   | Братья и сёстры                          | Brothers and Sisters                   | Моник                                                              |
| 1980      | тф  | Убийство может тебя поранить!            | Murder Can Hurt You!                   | хозяйка кондитерского магазина                                     |
| 1980      | ф   | Герби сходит с ума                       | Herbie Goes Bananas                    | шумная американская жена                                           |
| 1980      | с   | Доктор «Траппер» Джон                    | Trapper John, M.D.                     | 1 эпизод                                                           |